# Itolia maculata
Itolia maculata là một loài ruồi trong họ Asilidae. Itolia maculata được Wilcox miêu tả năm 1936. Loài này phân bố ở vùng Tân Bắc giới.